# 满丕
满丕（穆麟德轉寫：mampi；？—1700年），伊尔根觉罗氏，满洲正蓝旗人。曾跟随康熙帝亲征，在乌兰布通击败噶尔丹，后官至正蓝旗蒙古都统。

## 生平
满丕家族世居兴堪，曾祖父朱瑚达本为兴堪部长，早年率众归附努尔哈赤。满丕早年为世管佐领，自赞礼郎屡次升迁为御史，兼任佐领，因事被夺官。此后，因跟随都统郎坦赴尼布楚与俄罗斯使臣商议划定边境，复官，授理籓院郎中。
康熙二十九年（1690年），满丕和员外郎鄂齐尔带着赏赐和敕书宣示噶尔丹。当时，大将军裕亲王福全统帅清军向乌兰布通进发，康熙帝亲临边境指导用兵方略，满丕带着噶尔丹的回信回来，告诉康熙帝噶尔丹与清军仅百里之遥，请求出兵发动攻击。康熙帝听取了他的建议，满丕于是赶赴乌兰布通率领火器营击败噶尔丹，得头等功牌，后屡次升迁至理籓院侍郎。三十三年（1694年），大将军费扬古进军图拉，尚书阿喇尼率蒙古兵为前哨，命满丕协同管理驿站。三十四年（1695年），满丕奉命到归化城协理军务。三十五年（1696年），康熙帝亲征，命满丕率领两蓝旗兵增援费扬古军，于是满丕从翁金赶赴图拉，在昭莫多击破准格尔军。战后，满丕奉诏还归化城，视察凯旋官兵行粮，及安抚蒙古降人。不久，又回到赴费扬古军中，跟随清军移驻喀尔喀游牧界外的塔拉布拉克，防备噶尔丹并收降其部人札木素等，随后，噶尔丹败死，满丕被召还北京，列议政大臣，授予云骑尉世职。
康熙三十九年（1700年），满丕奉命前往四川勘查抚慰当地土司，并与提督唐希顺收复打箭炉，于是，雅陇江滨瞻对、喇衮、革布什咱、绰斯甲布等各土司头目各率所属部民归附清廷。满丕奏请授各头目为五品安抚司，其副为六品土百户，被获准。此后，满丕被升为正蓝旗蒙古都统，但因病请辞，获保留品级退休，不久病卒。
满丕之孙苏昌、曾孙富纲皆官至总督。

### 引用
1. 1 2 3 4 5 6 7 8 9 10 11  赵尔巽等 1998，第10147頁
2. ↑  弘昼 2002，第223頁
3. ↑  鄂尔泰等 1985，第4104頁
4. ↑  赵尔巽等 1998，第10609頁